# Tsunenao Sano
Tsunenao Sano (佐野常実?, Sano Tsunenao; Tokyo, 11 febbraio 1984) è un ex giocatore di football americano giapponese, che ha giocato come offensive lineman.